# Thorius
Thorius – rodzaj płazów ogoniastych z podrodziny Hemidactyliinae w rodzinie bezpłucnikowatych (Plethodontidae).

## Zasięg występowania
Rodzaj obejmuje gatunki występujące w południowym Veracruz i Puebla do Guerrero i Oaxaca, na zachód od przesmyku Tehuantepec w Meksyku.

## Systematyka

### Etymologia
Thorius: gr. φοροεις thoroeis „będący w zarodku, embrionalny”.

### Podział systematyczny
Do rodzaju należą następujące gatunki:

- Thorius adelos (Papenfuss & Wake, 1987)
- Thorius arboreus Hanken & Wake, 1994
- Thorius aureus Hanken & Wake, 1994
- Thorius boreas Hanken & Wake, 1994
- Thorius dubitus Taylor, 1941
- Thorius grandis Hanken, Wake & Freeman, 1999
- Thorius hankeni Campbell, Brodie, Flores-Villela & Smith, 2014
- Thorius infernalis Hanken, Wake & Freeman, 1999
- Thorius insperatus Hanken & Wake, 1994
- Thorius longicaudus Parra-Olea, Rovito, García-París, Maisano, Wake & Hanken, 2016
- Thorius lunaris Hanken & Wake, 1998
- Thorius macdougalli Taylor, 1949
- Thorius magnipes Hanken & Wake, 1998
- Thorius maxillabrochus Gehlbach, 1959
- Thorius minutissimus Taylor, 1949
- Thorius minydemus Hanken & Wake, 1998
- Thorius munificus Hanken & Wake, 1998
- Thorius narismagnus Shannon & Werler, 1955
- Thorius narisovalis Taylor, 1940
- Thorius omiltemi Hanken, Wake & Freeman, 1999
- Thorius papaloae Hanken & Wake, 2001
- Thorius pennatulus Cope, 1869
- Thorius pinicola Parra-Olea, Rovito, García-París, Maisano, Wake & Hanken, 2016
- Thorius pulmonaris Taylor, 1940
- Thorius schmidti Gehlbach, 1959
- Thorius smithi Hanken & Wake, 1994
- Thorius spilogaster Hanken & Wake, 1998
- Thorius tlaxiacus Parra-Olea, Rovito, García-París, Maisano, Wake & Hanken, 2016
- Thorius troglodytes Taylor, 1941